# 莫肯人
莫肯人（Moken、Mawken或Morgan；緬甸語：ဆလုံ လူမျိုး；泰語：ชาวเล，泰語羅馬化：chao le，意即「海人」）是丹老群島之南島民族；丹老群島由大約800個島嶼組成，緬甸和泰國都聲稱擁有主權。2,000 至 3,000 名莫肯人中的大多數人過著以海洋為基礎的半游牧狩獵採集生活方式，儘管這種生活方式正日益受到威脅。
莫肯人擁有共同之文化； 有 1500 名男性和 1500 名女性說莫肯語，這是一種獨特的南島語。 緬甸和泰國都試圖將莫肯族同化到更廣泛的區域文化中，但收效甚微。 然而，莫肯人面臨著不確定的未來，因為他們的人口減少，他們的游牧生活方式和不穩定的法律地位使他們被現代財產和移民法、海洋保護和發展計劃以及收緊的邊境政策邊緣化。

## 命名
他們稱自己為莫肯人。該名稱用於所有居住在泰國西海岸各省（沙敦，董裡，甲米，普吉島，攀牙，拉廊）和緬甸安達曼海丹老群島沿海和島嶼的南島語系部落。

## 生活方式
他們主要是漁民，用網或漁叉水底捕鱼。起居在叫卡邦手工木船上，甚少上岸。

## 政府控制
泰国與缅甸一直嘗試同化他們，強迫這些人定居，提出在公立學校系統全面整合莫肯兒童，但這些努力都失敗了。在泰國他們被認為是較低層次的公民。

## 南亞海嘯
由於他們看到海嘯跡象及時逃往内陸，因此死亡率很低。